# Dzharatitanis
Dzharatitanis („titán z lokality Dzharakuduk“) byl podle původních představ rod sauropodního dinosaura z čeledi Rebbachisauridae, který žil v období počítající pozdní křídy (geologický věk turon, asi před 92 až 90 miliony let) na území dnešního Uzbekistánu (geologické souvrství Bissekty). Jednalo by se tak o prvního rebbachisaurida, známého z území Asie a zároveň o jednoho z geologicky nejmladších známých zástupců této skupiny. Podle dalších výzkumů je ale možné, že se jedná spíše o zástupce kladu Titanosauria.

## Objev a popis

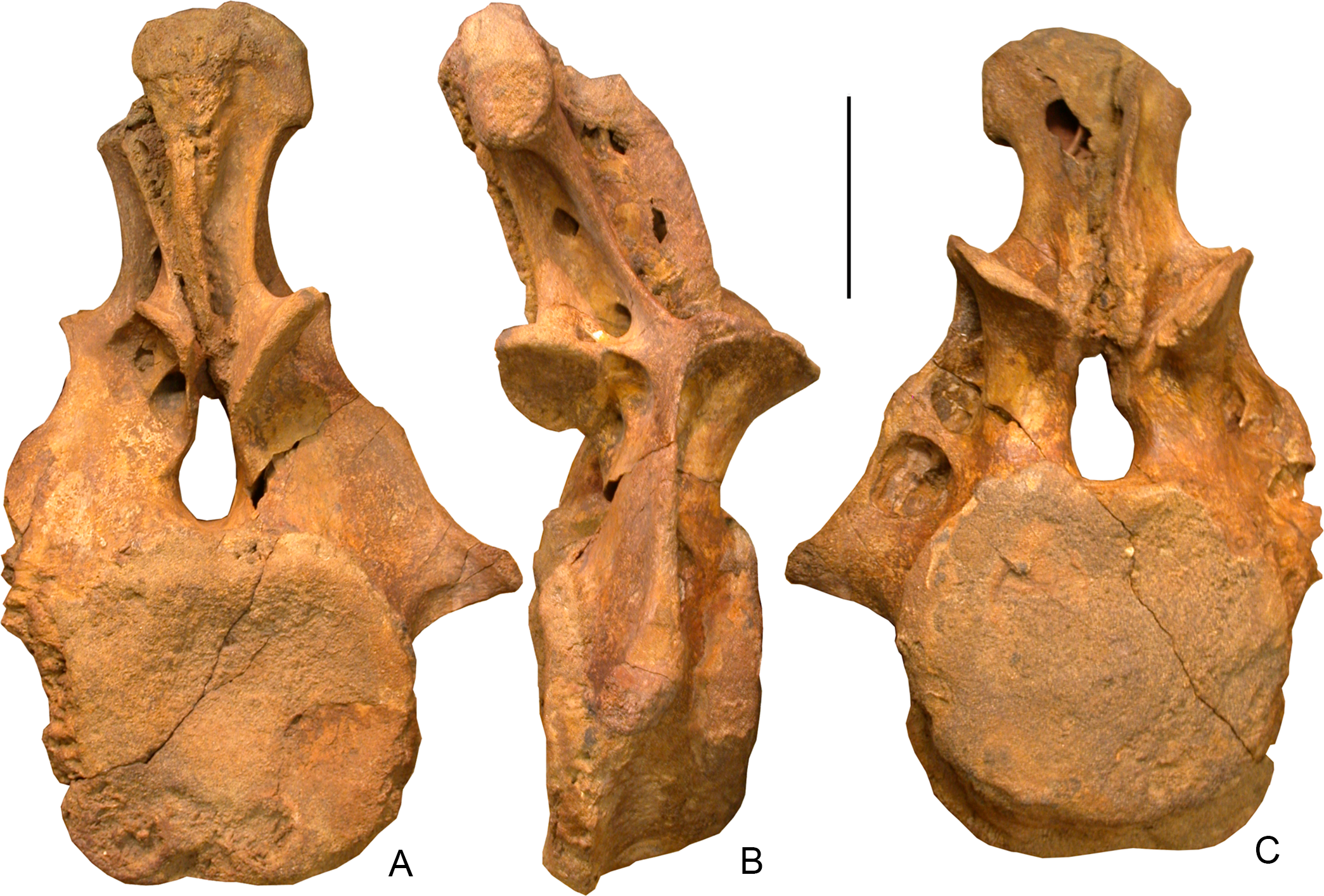
Dzharatitanis - fosilní ocasní obratel holotypu.

Fosilie tohoto sauropoda byly objeveny mezinárodní paleontologickou expedicí URBAC (zkratka pro anglické názvy národností jejích členů - Uzbek/Russian/British/American/Canadian) v roce 1997, konkrétně byli objeviteli paleontologové Hans Dieter-Sues a David J. Ward. Sbírkové označení typového exempláře je USNM 538127. Typový druh D. kingi byl formálně popsán v únoru roku 2021. Druhové jméno odkazuje ke Christopheru Kingovi, který se zasloužil o lepší poznání geologických poměrů Asie.
Přesné rozměry tohoto sauropoda nejsou známé, autoři jeho formálního popisu se ale domnívají, že mohl dosahovat délky mezi 15 a 20 metry. Patřil tedy k poměrně velkým sauropodům a nepochybně představoval jednoho z největších dinosaurů ve svém ekosystému. Mezi jeho nejvýznamnější predátory mohli patřit velcí teropodi rodu Ulughbegsaurus.

## Zařazení a význam
Dzharatitanis je jedním ze dvou dosud známých sauropodů ze souvrství Bissekty (druhým je dosud nepopsaný titanosaur). Jedná se o zástupce čeledi Rebbachisauridae, jehož blízkými příbuznými jsou rody Demandasaurus, Nigersaurus, Rayososaurus a Rebbachisaurus. Vývojově vyspělejšími zástupci jsou pak rody Cathartesaura a Limaysaurus.
Podle novější vědecké práce, publikované na začátku května 2021, je Dzharatitanis spíše zástupcem kladu Titanosauria a nikoliv čeledi Rebbachisauridae.

## Paleoekologie
Dzharatitanis sdílel ekosystémy s mnoha dalšími organismy, včetně jiných dinosauřích taxonů. Mezi jeho hlavní predátory mohl patřit například čtyřmetrový tyranosauroid rodu Timurlengia nebo ještě větší karcharodontosaur rodu Ulughbegsaurus. Mezi jeho současníky patřil například také rohatý dinosaurus rodu Turanoceratops.